# Graminella albovenosus
Graminella albovenosus är en insektsart som beskrevs av Sanders och Delong 1923. Graminella albovenosus ingår i släktet Graminella och familjen dvärgstritar. Inga underarter finns listade i Catalogue of Life.